# Prestige

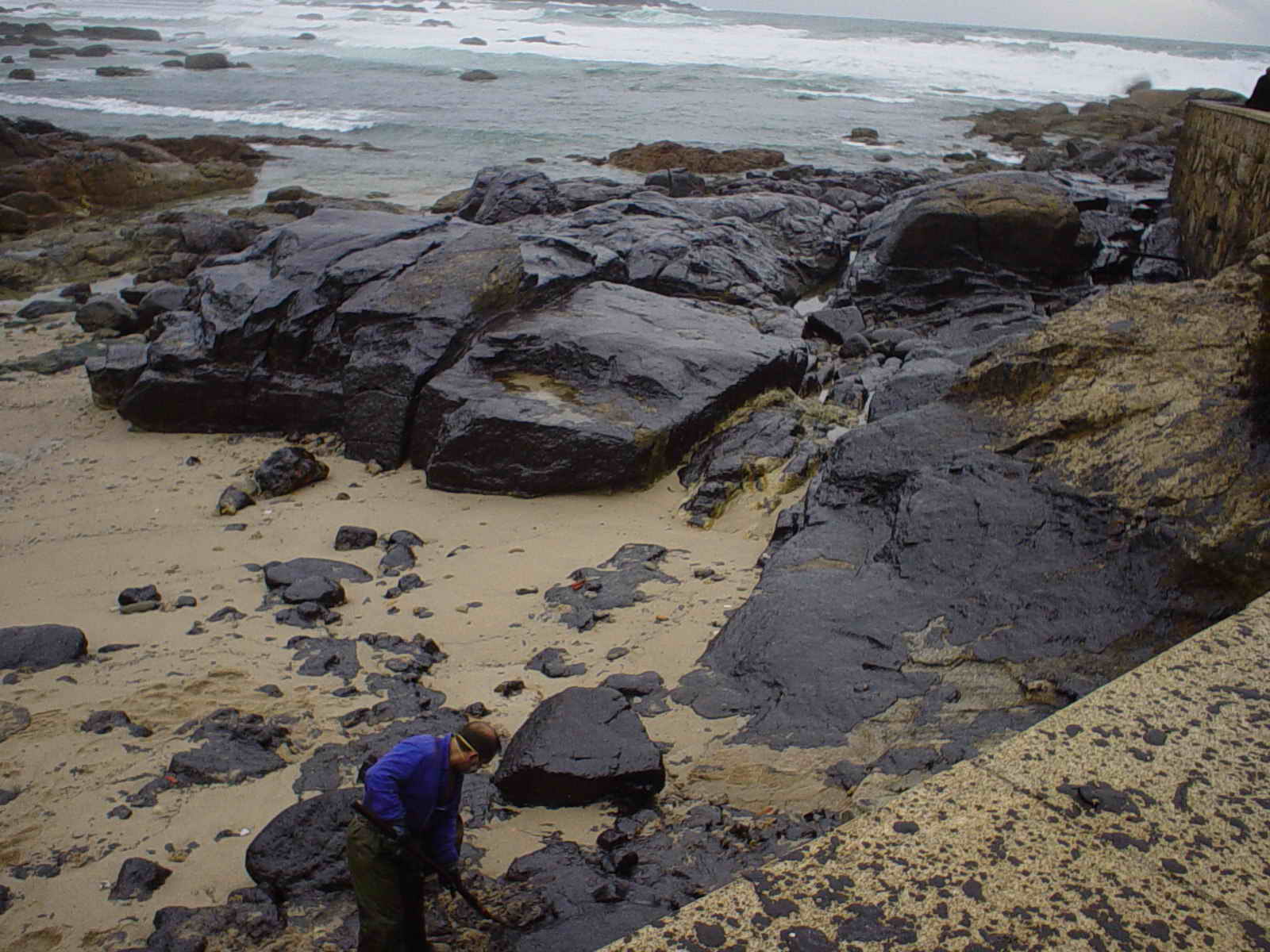
Voluntari netejant el chapapote a Muxía

El Prestige va ser un petrolier monobuc de propietat liberiana, construït al Japó el 1976 que es va enfonsar davant les costes gallegues el 19 de novembre de 2002, produint una immensa marea negra que va afectar una àmplia zona compresa des del nord de Portugal fins a les Landes de França, provocant el major desastre ecològic de la història de Galícia i una mobilització social i política. D'aquesta mobilització en sortí la plataforma Nunca Máis.
El vessament de petroli del Prestige ha estat considerat el tercer accident més costós de la història, amb un cost de neteja de 12.000 milions de dòlars, per darrere de l'accident del transbordador espacial Columbia i de l'accident de Txernòbil.
Les investigacions van demostrar la falta de mesures de seguretat en la costa atlàntica. El Govern va ordenar al petrolier allunyar-se de la costa, amb la intenció que s'enfonsés en alta mar.
Es coneix com a chapapote el petroli o oli mineral deixat anar il·legalment pels vaixells cap a la costa, a vegades prové de tancs de combustible o maquinària. A causa del vessament del Prestige es va popularitzar aquest terme, que és un sinònim d'asfalt.

## El vaixell
El Prestige era un petrolier monobuc de la classe Aframax, de registre grec però que navegava amb bandera de Bahames. El propietari de l'embarcació era la companyia Mare Shipping (de Libèria), però era explotat per la naviliera grega Universe Maritime; la càrrega era propietat de la companyia petroliera russa Crown Resources, amb seu a Suïssa. La nau tenia 243,5 m d'eslora, 34,4 m de mànega, 18,7 m de puntal i 14 m de calat a plena càrrega. Havia estat construït per Hitachi Shipbuilding Engineering a Maizuru (Japó) i avarat al mar l'1 de març de 1976. Estava registrat per la societat de classificació estatunidenca American Bureau of Shipping (ABS) i assegurat per The London P&I Club (The London Steamship Owner's Mutual Insurance Association, de Regne Unit).

### La càrrega
La capacitat de càrrega era de 81.589 tones. Transportava 76.972,95 tones de fuel-oil tipus M-100, carregat en part a Sant Petersburg (Rússia) i en part a Ventspils (Letònia), amb destinació a Singapur.
La triplació era formada per 27 persones. El capità, Apóstolos Mànguras, era un mariner grec de 67 anys i una experiència de més de 44 anys de navegació, 30 d'ells com a capità. La resta de la tripulació era formada per 6 oficials i 20 tripulants filipins i romanesos.
El vaixell va partir de Fujaira (als Emirats Àrabs Units) el 23 de maig, va omplir combustible a Gibraltar a principis de juny i va arribar a Sant Petersburg a finals d'aquest mes. Allà va romandre amarrats fins al 30 d'octubre, el dia que acaba la càrrega de combustible i surt a la mar. Dos dies després completa la càrrega a Letònia i comença a viatjar a Gibraltar, on esperava rebre la destinació final.

## Causes de l'accident
S'ha especulat sobre la possibilitat, mai demostrada, que l'esquerda en el buc del Prestige fos provocada per la col·lisió amb un contenidor o un tronc a la deriva. Se sap que hores abans, tres vaixells que navegaven a la mateixa zona i que transportaven contenidors, troncs de fusta i canonades d'1 metre de diàmetre havien perdut part de la seva càrrega. Mànguras declararia davant el jutge, després de la seva detenció, que "L'esquerda al costat d'estribord es va produir per un cop extern, causat per un contenidor o l'onatge".
La tesi més acceptada, però, és la ruptura del buc per la fatiga dels materials davant les envestides del mar, provocant una esquerda al costat d'estribord que va afectar els tancs de càrrega. L'esquerda, que inicialment s'estima en uns 15 metres, es va anar ampliant fins a arribar als 35 metres en els següents dies. Una altra possible explicació és el despreniment d'una planxa del buc de la nau, que va ser seguida d'altres al llarg dels següents dies.
El vaixell, de 26 anys d'antiguitat, estava en molt mal estat i havia estat reparat el 2001 a Guangzhou (Xina); en aquesta operació es van reforçar les parets dels tancs de llast 2 i 3 d'estribord per presentar corrosió i deformacions, i ja el 1996 s'havia reparat la mateixa zona a Constanţa (Romania). El 1999 havia estat sancionat a Nova York i Rotterdam per diversos errors de seguretat greus, i l'Associació Espanyola d'Operadors de Productes Petrolífers el tenia prohibit.
La reparació esmentada feta a la Xina, que va servir de base per a una acusació sense èxit a l'empresa certificadora ABS, sembla que va ser el precedent de l'accident. Realitzada el maig de 2001, després d'una inspecció que va revelar la corrosió que patien les mampares dels tancs de combustible, fins al punt que es necessitaven reemplaçar, almenys, 1.000 tones d'acer. Els propietaris del Prestige van aconseguir reduir aquest nombre a 600 tones, i la mateixa ABS el va rebaixar a 362. Però la realitat és que només se'n van reemplaçar 282 tones, d'acord amb les actes de les drassanes xineses. Posteriorment, al maig de 2002 es va revisar de nou el vaixell a Dubai, però aquesta inspecció no va comprovar l'estat de corrosió de les mampares dels tancs 2 i 3 de llast.
Segons va declarar durant la instrucció del jutge el 2008 Georgios Aleivizos, director tècnic de la construcció naval grega Universe Maritime, consignatària del Prestige, el vaixell estava realitzant des de feia mesos tasques de transvasament a l'estuari de Sant Petersburg i va ser exclòs de la revisió perquè el seu destí era ser desmantellat: "No et preocupis pel Prestige, morirà a Sant Petersburg", li havia dit Michail Marguetis, superior d'Aleivizos. No obstant això, es va fer un últim contracte per al transport de fuel pesat a Singapur, es va contractar per a aquesta finalitat el capità Efstrapios A. Kostazos, tot i que aquest va denunciar repetidament el terrible estat del vaixell al propietari i a l'assegurador i va renunciar a fer el viatge, de manera que va contractar Mànguras, qui es va fer càrrec de la nau al setembre de 2002.
Segons Alevizos, la causa de l'accident només podria haver estat el despreniment de la mampara longitudinal del tanc en el llast d'estribord, i mai un agent extern del tipus d'objecte flotant.

## L'enfonsament

Recorregut del Prestige fins al seu enfonsament.

### Dimecres 13 de novembre de 2002
A les 15:10 del 13 de novembre de 2002, el capità va sentir un fort cop, com una explosió, i va adonar-se que el vaixell començava a escorar ràpidament (25-40º al cap de deu minuts), mentre observava la sortida de combustible a través de les escotilles de coberta. Una via d'aigua afectava els dos tancs de llast d'estribord. Tement que el vaixell s'enfonsés, a les 15:15 hores va demanar ajuda als serveis de rescat espanyols, amb l'esperança de poder refugiar-se en un port. En aquest moment les condicions climatològiques eren d'un fort temporal, vents d'entre 63 i 74 quilòmetres per hora —amb ràfegues de 90 km/hora— i onades de 6 a 8 metres d'alçada. El vaixell era a 42° 54′ N de latitud i 9° 54′ O de longitud, a unes 28 milles del Cap Fisterra (uns 50 km).
Quan el Centre de Rescat de Fisterra rep el missatge "Mayday, Mayday" que emet el vaixell, es posa en marxa l'operatiu de rescat donant-se l'alerta a l'helicòpter Helimer Galicia, de la Xunta de Galicia, i el Pesca I del Servei d'Emergències, amb l'objectiu d'evacuar la tripulació. Salvament de Fisterra ordena també que salpi el remolcador Ría da Vigo.
Poc després de les sis de la tarda, 24 membres de la tripulació estan ja fora de perill, a bord dels helicòpters, i són traslladats a Vigo i la Corunya. Només es queden al vaixell el capità, el primer oficial i el cap de màquines. En aquest moment, el capità ordena omplir els tancs de llast de babord per equilibrar el pes i aconsegueix corregir l'escora fins a 8 graus, però aquesta solució sotmet el vaixell a un gran sobrecàrrega i en debilita l'estructura.
A les 18.30 hores, el Ría da Vigo arriba al costat del Prestige, però passen les hores sense que s'iniciïn les feines de salvament del vaixell. Segons la premsa internacional el valor del vaixell era d'uns 22 milions de dòlars, mentre que un vaixell de 26 anys com el Prestige tindria un valor d'uns 4-5 milions. La càrrega podria costar uns 10 milions de dòlars, cosa que significa una recompensa milionària per qui efectuï el rescat, de manera que el capità retarda el moment fins a rebre instruccions dels armadors d'Atenes. Fins a aquest moment (les 21:02 hores), el capità no accepta ser remolcat.
El problema és que el fort onatge dificultava considerablement l'operació de rescat i no era possible enganxar i mantenir els cables dels remolcadors. A més, l'absència de la tripulació al vaixell (evacuada a la tarda) obliga al personal dels vaixells de rescat a embarcar-se al Prestige per ajudar en les maniobres d'enganxada, i dos tripulants de l'Idiazabal són traslladats al Prestige a les 2:21 de la matinada. Mentrestant, el vaixell seguia perdent combustible i anava a la deriva cap a la costa, fins a arribar aquesta matinada a les proximitats de Muxía.

### Dijous 14 de novembre de 2002

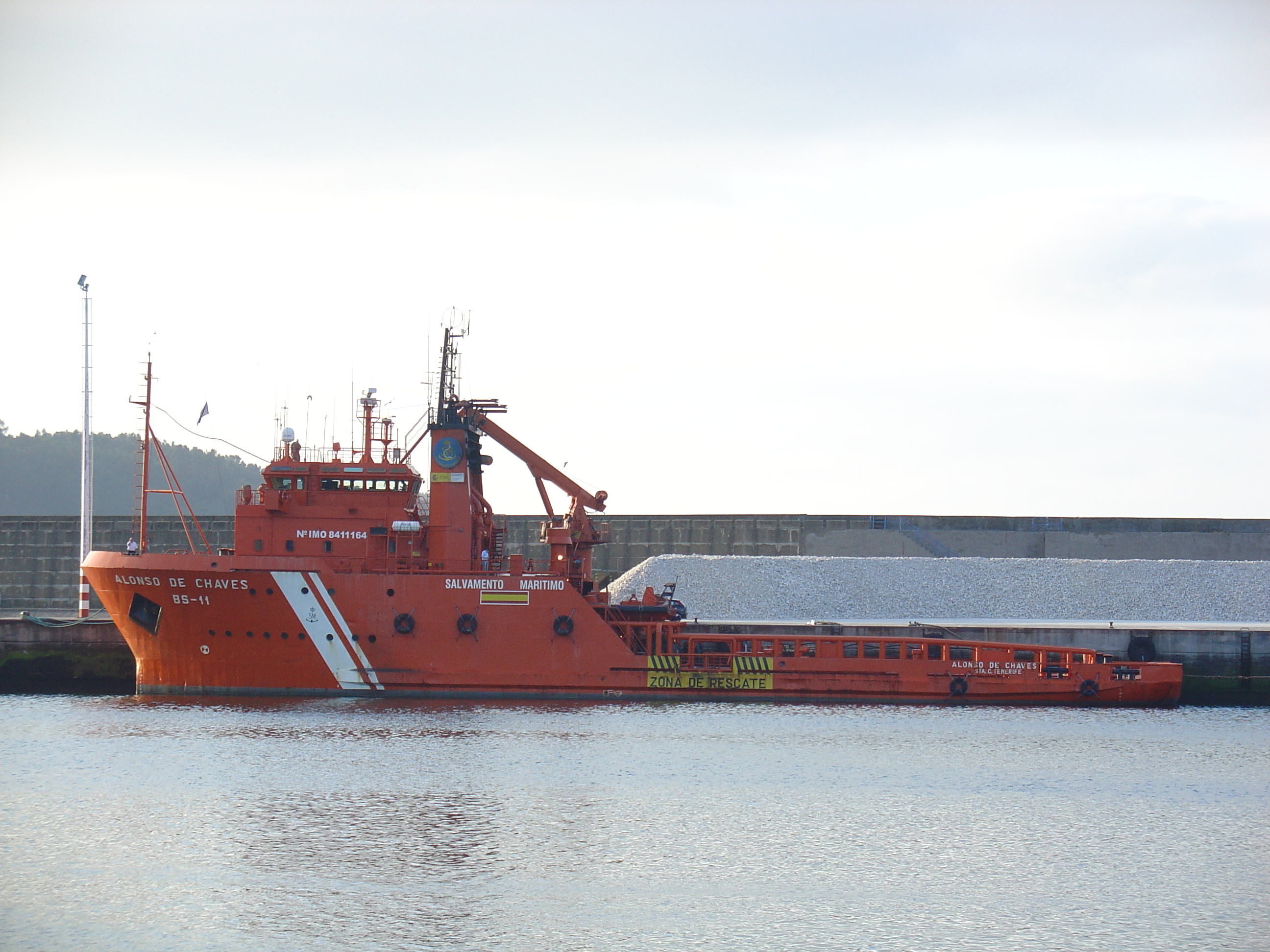
LAlonso de Chaves, un dels remolcadors que van intervenir al rescat

El dia 14 clareja amb el vaixell a 4 milles de la costa i no és fins a les 8:50 que finalment es fixen els amarratges del remolcador Charuca Silveira, que aconsegueix mantenir el Prestige a la seva posició, però sense iniciar a remolcar-lo. Una hora més tard, el Sertosa 32 també aconsegueix fixar-se, però poc després trenca els amarratges del primer.
L'accident, i la previsible catàstrofe ecològica resultant, ja estaven a la taula dels governs gallec i espanyol des de primera hora del matí, sense que cap sabés què fer amb el vaixell. Els armadors proposen transvasar el carburant a un altre vaixell o descarregar-lo en un port refugi, però les autoritats només donen una alternativa: allunyar el vaixell de la costa, tan aviat com sigui possible, per evitar que encalli fora de control. L'aleshores conseller de pesca, Henrique López Veiga, insiteix que "Hay que sacar ese barco de ahí de una puta vez." Posteriorment es va saber que el ministre de foment, Álvarez Cascos, només va sol·licitar informes tècnics cinc dies després de l'accident, quan ja s'havia pres la decisió d'abandonar el vaixell, decisió que es va prendre només basant-se en l'opinió d'alts funcionaris, no tècnics.
A les 10:20, el director general de la Marina Mercant, José Luis López Sors, ordena que el vaixell s'allunyi de la costa, però quan se l'informa que els motors del Prestige segueixen aturats decideix enviar Serafín Díaz Regueiro, de Capitania Marítima, per fer-se càrrec del vaixell, ordenar encendre els motors i allunyar el vaixell de la costa dirigint-lo cap al nord-oest (en direcció 330 º), creient així d'evitar el risc de vessaments; una altra raó de la presència d'aquest tècnic a bord del Prestige era confirmar les informacions que s'estaven rebent sobre la situació real en què es trobava el vaixell. A les 11 del matí, un helicòpter el deixava a la coberta del Prestige, juntament amb cinc dels mariners que havien estat evacuats la nit anterior.
Després de superar les reticències del capità, aconsegueix que arrenquin els motors(a les 15.30) i s'assegura que el vaixell comença a navegar mar endins, a uns 6 nusos i aparentment sense problemes. Abandona el vaixell a les 19:30, quan aquest està a 25 milles al nord-oest del cap Vilán i movent-se a una velocitat constant, escortat per cinc vaixells de Salvament Marítim i la fragata Cataluña (que havia arribat a la zona a primera hora del matí) per assegurar-se que el Prestige manté una distància mínima de 61 milles de la costa; a la mitjanit ja està a 65 milles. De tornada a la Corunya, Díaz Regueiro informa dels fets al gabinet de crisi creat per la Delegació del Govern i dirigit per Arsenio Fernández de Mesa: "Sale muy poquito combustible, un reguerito de fuel que se apaga y vuelve a salir en forma de bola, un manchón...", insistint a la vegada en la nul·la col·laboració de Mànguras amb les tasques de rescat.
Conversa enregistrada entre el Ministeri de Foment i la Subdelegació del Govern a Galícia, el 14 de novembre a les 18:53 hores:
| « | Subdelegado do Goberno (A Coruña)¿El barco va muy lejos? FomentoHuy, ya está, Madre de Dios, estará a treinta y tantas millas. Subdelegado¿Treinta y tantas? FomentoNo, como siga así, este llega a Groenlandia. SubdelegadoBueno, pues que llegue allá. FomentoSí, joder. SubdelegadoVale, muy bien. | » |

### Divendres 15 de novembre

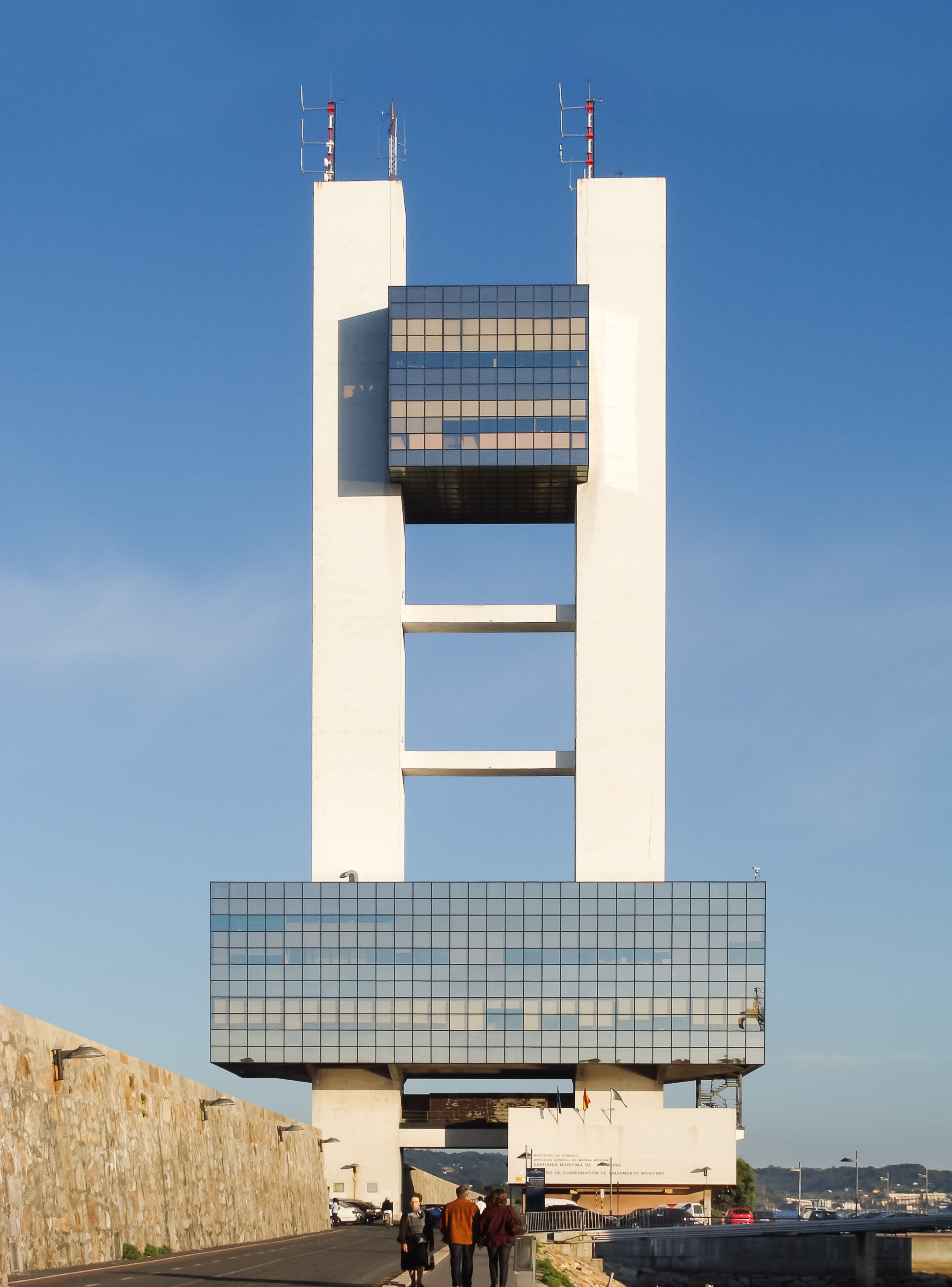
La Torre de Control Marítim de la Corunya, on es van instal·lar el Centre de Coordinació d'Operacions per a gestionar el rescat.

Paral·lelament, els propietaris van contractar el rescatar a una empresa holandesa especialitzada, la Smit Salvage, de reconegut prestigi al mar, i Mànguras està a l'espera que els tècnics de Smit arribin al vaixell per prendre el control. Durant la matinada del 14 al 15 arriba el capità holandès Wytse Huismans juntament amb els seus tècnics. Després de comunicar als remolcadors que tenen problemes a bord, sense especificar quins podien ser, canvia el rumb cap al sud-oest (160º) a les 4:00 i ordena aturar els motors. El president executiu de la companyia, Green Koffeman, es va entrevistar amb Fernández de Mesa i José Luis López Sors, per conèixer les possibilitats de trobar un port refugi i un rumb a seguir, però l'única instrucció que va rebre va ser d'allunyar-lo tant com fos possible de la costa.
En qualsevol cas, els tècnics que segueixen l'accident ja contemplen la clara probabilitat que el buc es trenqui en dos en qüestió de pocs dies i, amb els motors aturats, només queda el remolc, per al qual a última hora de la tarda de divendres només hi ha disponible el Ría do Vigo. El vaixell és pràcticament a la mateixa distància de la costa que el dia anterior, 62 milles. Aquesta mateixa tarda es traslladen a terra cinc membres de la tripulació i el capità sol·licita l'evacuació, que es realitza a les 18 amb l'Helimer Cantábrico. Mànguras és detingut per la Guàrdia Civil a l'arribada a l'aeroport de la Corunya, acusat de no cooperar amb els equips de rescat i de causar greus danys al medi ambient. Dos dies més tard ingressa al centre penitenciari de Teixeiro amb una fiança de 3 milions d'euros.

### Dissabte 16 de novembre

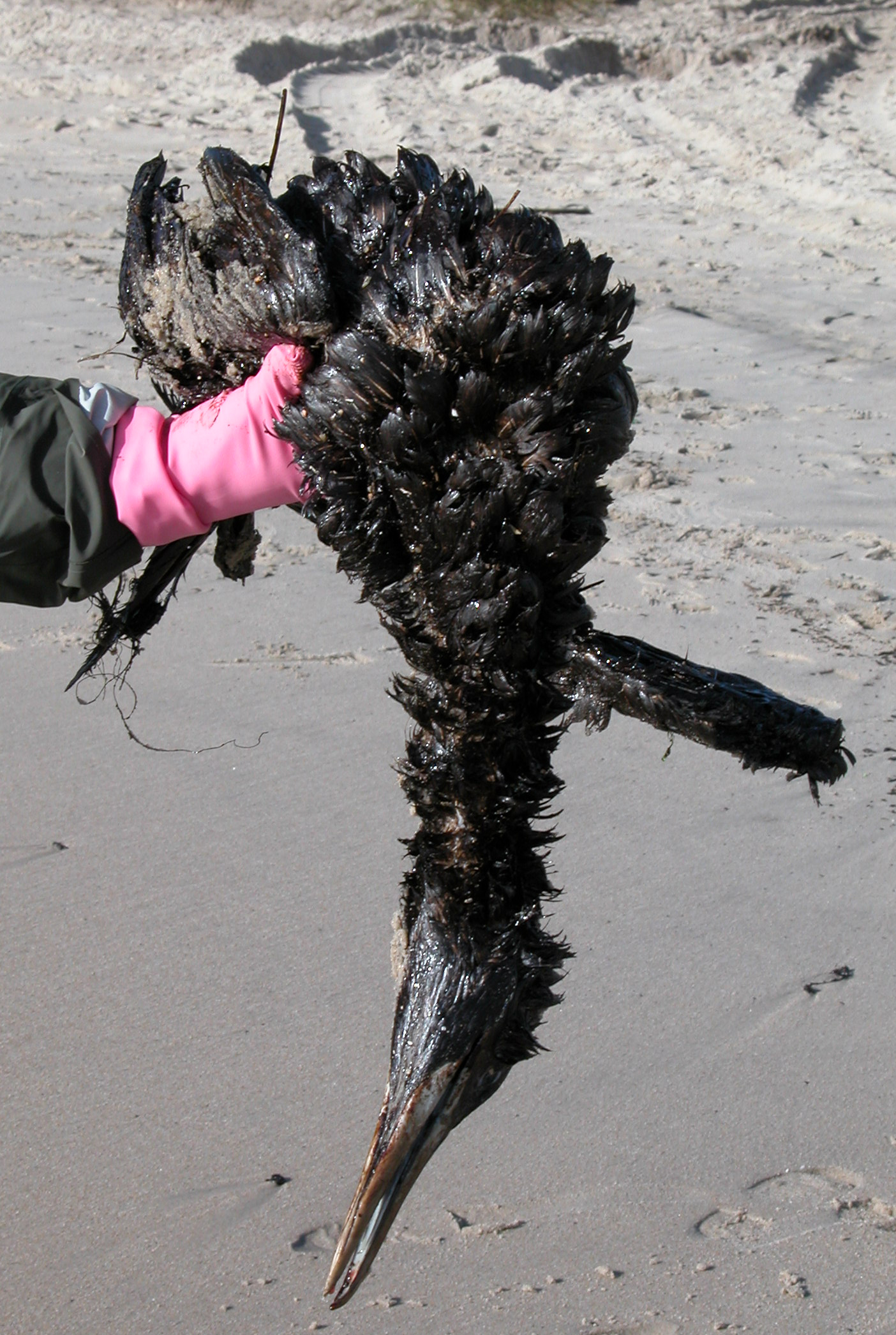
Mascarell comú (Sula bassana) cobert de petroli a la platja d'O Grove.

Durant el dissabte 16, el vaixell continua cap al sud arrossegat pels remolcadors a una velocitat d'1,5 nusos. A la matinada, el Ría do Vigo adverteix que "Esto se parte en cualquier momento", pel que s'ordena a l'Alonso de Chaves que prengui el remolc a popa i, així, si això arriba a succeir, les dues meitats seran remolcades.
Amb el vaixell a aquesta distància i remolcat cap al sud, les autoritats semblen calmar-se i arriben a dir que "El problema ha entrado en vías de solución" (Fernández de Mesa) o "Estuvo a punto de provocarse un nuevo Erika, pero se ha evitado" (López Veiga),; però el cert és que una gran rastre de fuel va marcant l'erràtic itinerari del Prestige i la primera marea negra arriba a les platges, entre Fisterra i Touriñán.

### Diumenge 17 de novembre
El diumenge 17, López Vega intenta tranquil·litzar la població: "No se trata de una marea negra, sólo de un vertido de fuel", però prohibeix la pesca entre Mera i Fisterra. Foment porta més barreres anticontaminació, fins a un total de 18 quilòmetres que s'afegeixen a les que es van portar el dia 14, però resulten ineficaces, perquè el fort onatge fa que el combustible superi les barreres amb facilitat i, en alguns casos, el temporal les trenca poc després de ser instal·lades.
| «                                                                                             | "La rápida actuación de las autoridades españolas ha evitado una verdadera catástrofe pesquera y ecológica" | » |
| — (Miguel Arias Cañete, ministre d'Agricultura, Pesca i Alimentació, 16 de novembre de 2002). | |   |

L'esquerda oberta al buc del vaixell era ja d'uns 50 metres, però no acaba d'enfonsar-se i resisteix a flot a 55-80 milles de la costa, pel que s'estudia la possibilitat d'utilitzar l'artilleria o bombes incendiàries per a enfonsar-lo. El ministre de Defensa, Federico Trillo, presenta a Mariano Rajoy, vicepresident del Govern d'Aznar, dues alternatives: bombardejar el vaixell des de la fragata Baleares o amb bombes incendiàries des d'avions Harrier, dels quals n'hi ha quatre en estat d'alerta a Rota (Cadis). Aquest pla seria descartat perquè, en el primer cas, tindria el desavantatge d'un fort vessament de petroli, i, en el segon, no hi havia seguretat de fer cremar el combustible (molt viscós i de difícil ignició), a banda de la contaminació atmosfèrica que implicaria. Rajoy declararia dies després que "La posibilidad de bombardear el barco antes de su hundimiento fue disparatada". Paco Vázquez, alcalde de la Corunya entre 1983 i 2006, va reconèixer que ell també havia recomanat aquesta solució.
A Portugal es veu amb recel la ruta cap al sud que segueix el vaixell, i anuncien que no acceptaran per cap concepte que arribi a entrar a la seva zona marítima, pel que porten prop del vaixell a la fragata Joao Coutinho i un avió de l'armada portuguesa. Se sap que els amos del Prestige segueixen buscant un port de refugi, considerant opcions a Portugal o Àfrica. Encara que el govern va anunciar que el Prestige ja estava en aigües territorials portugueses, poc després van haver de desmentir-ho.

### Dilluns 18 de novembre
Dilluns 18 arriba el remolcador xinès De Da, contractat per Smit Salvage, i substitueix el Ría do Vigo; el Prestige segueix rumb sud, ara a 3 nusos, però vira cap a l'oest per la insistència de la Joao Coutinho d'evitar aigües portugueses.
El Govern d'Espanya constitueix un gabinet de crisi interministerial, amb la participació d'11 ministeris, sota la direcció de Mariano Rajoy, com a vicepresident. El govern de la Xunta anuncia ja la concessió d'ajudes immediates als afectats, que s'aprovaran abans de Nadal:
| «              | "Aquí ninguén quedará sen o turrón". | » |
| — López Veiga. |                                      |   |

| «                                      | "La Xunta va a dar a las 4.000 familias afectadas el turrón y si luego puede venir el mazapán por parte del Gobierno central y de la UE, mejor" | » |
| — López Veiga, 17 de desembre de 2002. | |   |

### Dimarts 19 de novembre

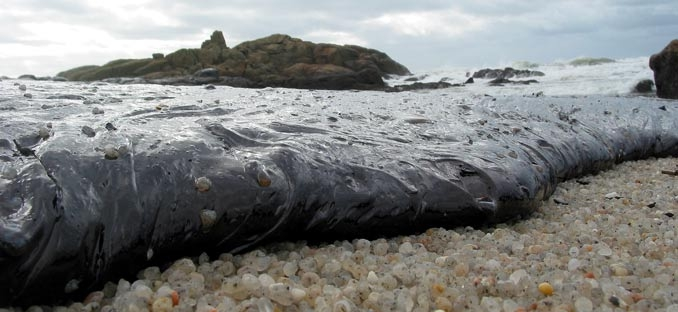
Capa de chapapote a la platja

Finalment, a les vuit del matí del dimarts 19 de novembre, el petrolier es trenca per la meitat i les dues parts s'enfonsen completament al cap d'unes hores: la popa aproximadament a les 11:45 del matí i la proa a les 16:18, després d'un tortuós recorregut davant de les costes gallegues de 243 milles (437 km). En aquest moment, el vaixell era a 130 milles (132 milles segons altres fonts) de la costa de Fisterra (uns 234 quilòmetres), a l'alçada de les illes Cíes, i la marea negra ja afecta 300 quilòmetres de costa.
En el moment del naufragi es trenquen tres tancs s'aboquen al mar unes 10.000-12.000 tones més, i en els següents dies, ja des del fons del mar, continua el vessament de combustible quedant un romanent d'unes 13.700 tones que serien retirades el 2004. Les autoritats segueixen negant l'evidència, i el delegat del Govern, Fernández de Mesa, encara manté el 19 de novembre que "A ojo de buen cubero, o Prestige ha vertido 3.000 o 4.000 toneladas". El futur del vaixell i del combustible que conté segueix sent una incògnita: mentre que les autoritats asseguraven que el combustible se solidificaria per les baixes temperatures del mar, altres tècnics donaven per més probable que rebentaria o col·lapsaria sota les fortes pressions a què seria sotmès.
| «                                                   | "El destino del fuel en el fondo del mar es convertirse en adoquín" | » |
| — Arsenio Fernández de Mesa, 20 de novembre de 2002 |                                                                     |   |

Avui en dia, la popa descansa a una profunditat de 3.545 metres i la proa a 3.820 metres, separades una de l'altra per una distància d'uns 3.500 metres. Després d'extreure unes 14.000 tones de petroli el 2004, va quedar un romanent adherit a les parets i impossible d'eliminar d'unes 700 tones a la popa i 300-400 tones a la proa.

## Impacte mediambiental

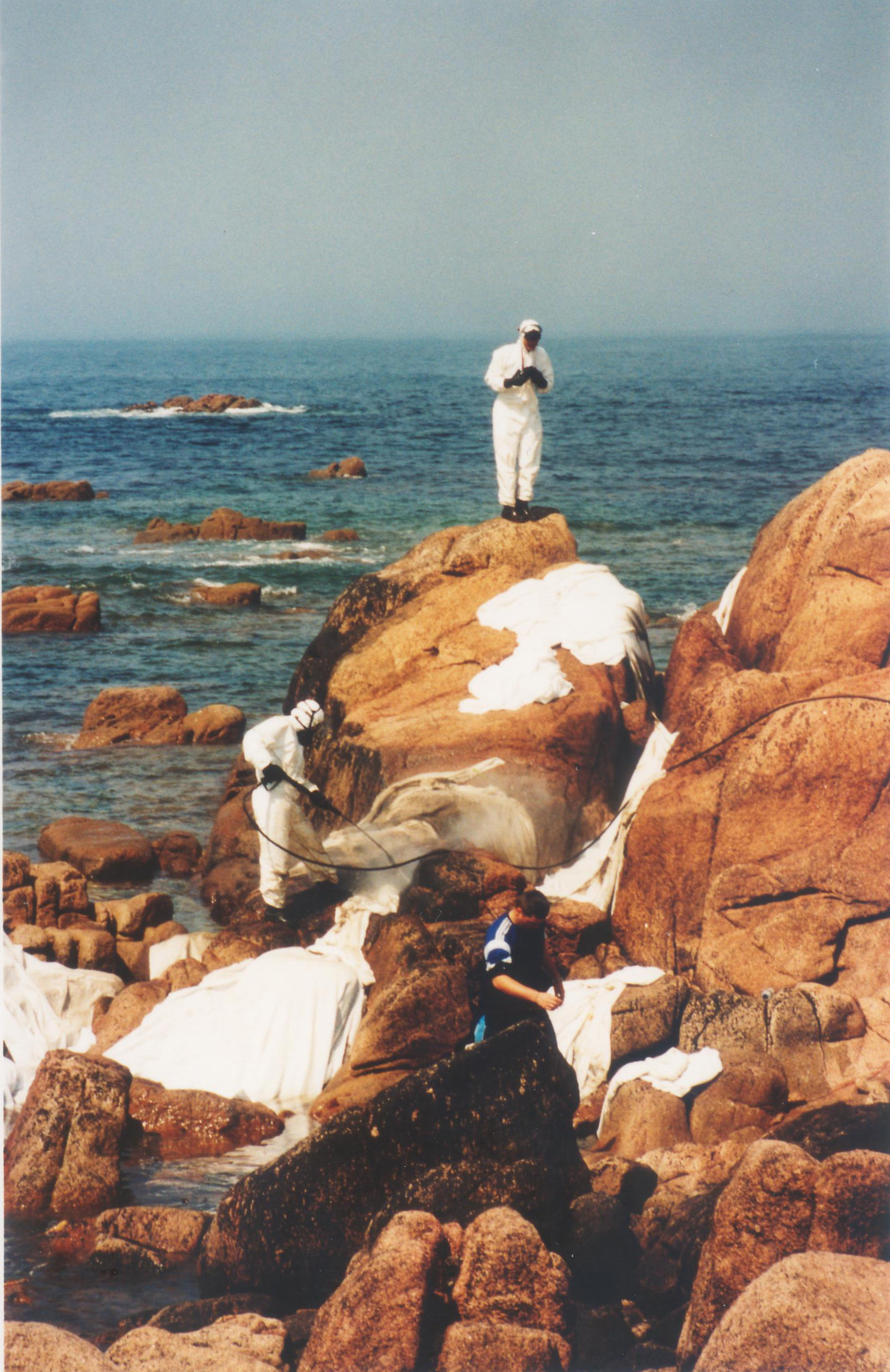
Voluntaris netejant les roques amb màquines hidronetejadores

Hi ha molts experts que van predir que la vida marina es veuria afectada a causa de la contaminació procedent del Prestige durant un mínim de deu anys, ja que el vessament estava format principalment per hidrocarburs aromàtics. Aquests compostos poden enverinar al plàncton i als ous dels peixos i crustacis produint efectes cancerigens en ells i a tots els animals que se n'alimenten en la xarxa tròfica. Com que l'enverinament passa d'un animal a un altre en la cadena alimentària, es posa en risc la seguretat de l'alimentació humana. Els hidrocarburs aromàtics també poden provocar efectes mutagens. A més, el vessament va ser relativament a prop de la costa, que és on hi ha més diversitat d'ecosistemes i milions d'espècies.
Les aus van ser uns dels animals més afectats, ja que a causa del vessament no podien volar i s'havien de quedar a la platja per tal de no ferir-se més. Malauradament, moltes d'elles van morir de fred o de gana. La Societat Gallega d'Ornitologia va publicar un informe al novembre de 2005 en que aportava les xifres següents: entre 150.000 i 250.000 aus mortes segons unes fonts i entre 250.000 i 300.000 segons unes altres.
No s'ha pogut quantificar l'impacte que va tenir la marea negra sobre els animals marins presents en les costes afectades com tortugues marines, cetacis i foques, però és cert que a molts d'ells se'ls hi van observar taques de fuel a la pell.
El fuel vessat contenia agents tòxics, cancerígens i irritants, principalment hidrocarburs aromàtics (46,4% de la massa de càrrega), hidrocarburs saturats (19% de la massa de càrrega) i resines i asfaltens (34,7% de la massa de càrrega). Cal destacar que el CEDRO va informar d'una composició diferent en analitzar una mostra recollida del mateix Prestige: 37,6% d'hidrocarburs aromàtics, 48,5% d'hidrocarburs saturats, 8,3% de resines i 5,6% d'asfaltens. A més, el fuel del Prestige contenia un 2% de sofre i un 6,18% de metalls pesants com coure, mercuri, cadmi, etc.
Les persones que duien a terme les accions de neteja havien de complir unes mesures preventives determinades per tal de no patir cap risc per la salut: roba ajustada, màscara, guants i botes.
Científics de la unitat de Toxicologia de la Universitat de la Corunya van fer un estudi dels efectes de l'exposició ambiental de les emanacions dels hidrocarburs de composició similar a la del chapapote sobre les rates. Es va posar en evidència que el fuel del Prestige causava danys a l'ADN d'aquests animals. La Universitat de Santiago de Compostel·la va fer un altre estudi que va posar de manifest que la inhalació prolongada dels vapors del fuel causava canvis genètics i incrementava el risc de patir càncer.
El Servei Gallec de Salut (SERGAS) va publicar un resum de les patologies que van tenir els voluntaris de la neteja del chapapote; hi havia casos d'irritació ocular, irritació faríngia, irritació respiratòria, migranyes, nàusees, vòmits i traumatismes. El nombre total de persones ateses va ser de 1462.

### Composició i química del fuel

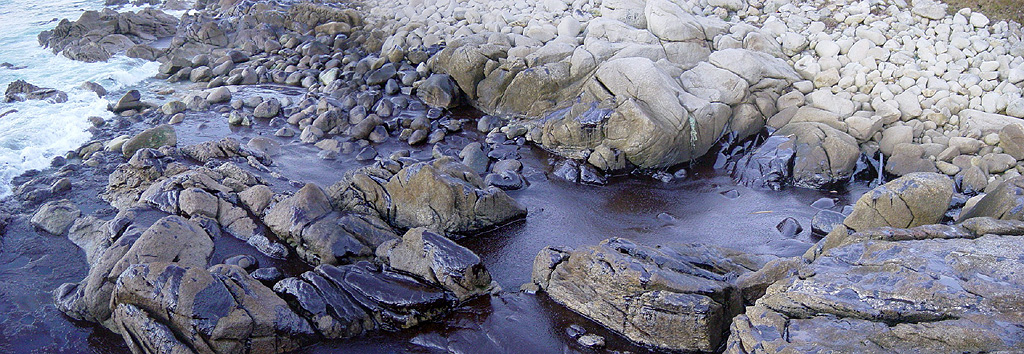
Fuel a les platges

El petroli del Prestige és un producte pesat, viscós, poc volàtil a l'atmosfera i poc soluble en aigua. En el moment del vessament, el fuel va formar una emulsió amb l'aigua, i al cap dels dies va acabar tenint un percentatge d'aigua del 45%. Aquesta emulsió es manté compacte i normalment sobre la superfície del mar. El fuel estava format bàsicament per quatre famílies químiques: hidrocarburs saturats, hidrocarburs aromàtics, resines i asfaltens.
Aquests hidrocarburs es poden eliminar de manera natural per dos processos: la fotooxidació (reacció catalitzada per la llum) en què la majoria dels hidrocarburs aromàtics que es troben a la superfície es transformen en compostos polars com aldehids, alcohols, cetones o àcids, i la biodegradació duta a terme per microorganismes com fongs i bacteris.

### Neteja del fuel

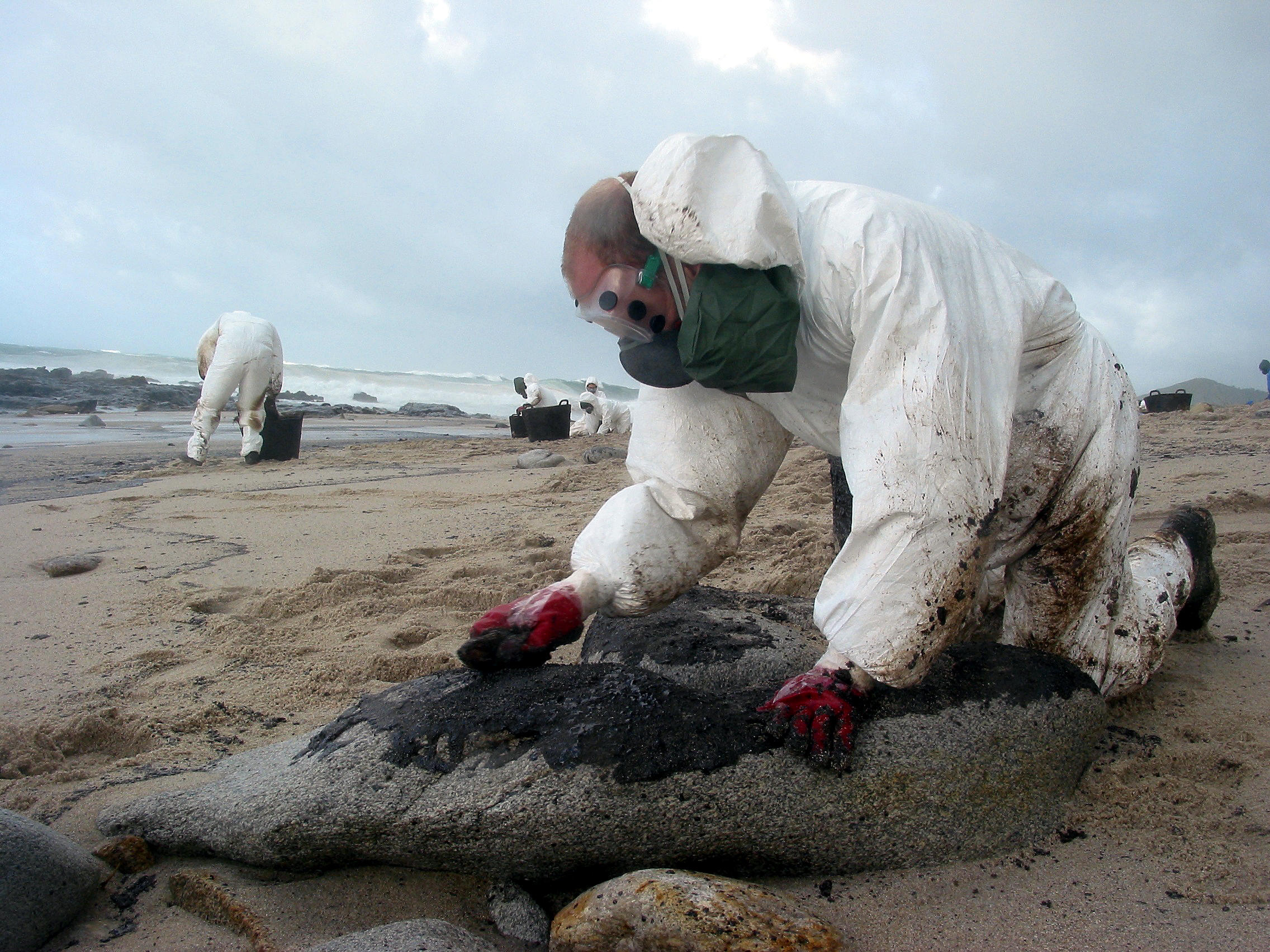
Voluntari netejant les roques

L'organització de la neteja la van assumir els ajuntaments, les confraries de pescadors i també hi van col·laborar col·lectius ecologistes i civils. Posteriorment, la Junta de Galícia va contractar l'empresa TRAGSA de capital públic. Les feines de neteja consistien a eliminar el fueloil manualment vessat al mar, a les costes i el que quedava al vaixell enfonsat. A més, també es van haver de netejar moltes aus afectades.
Després de diversos estudis es va confirmar la presència de fuel al fons marí, a vegades enterrat sota els sediments. No se sabia ni la quantitat ni la distribució, però els experts van sostenir que es tractava de la part més pesada i menys tòxica del vessament, els asfaltens. Aquest fuel acumulat al fons del mar, sota la sorra o formant plaques superficials acaba formant esferes o semiesferes, i temps després són expulsades a la costa pel mar de 

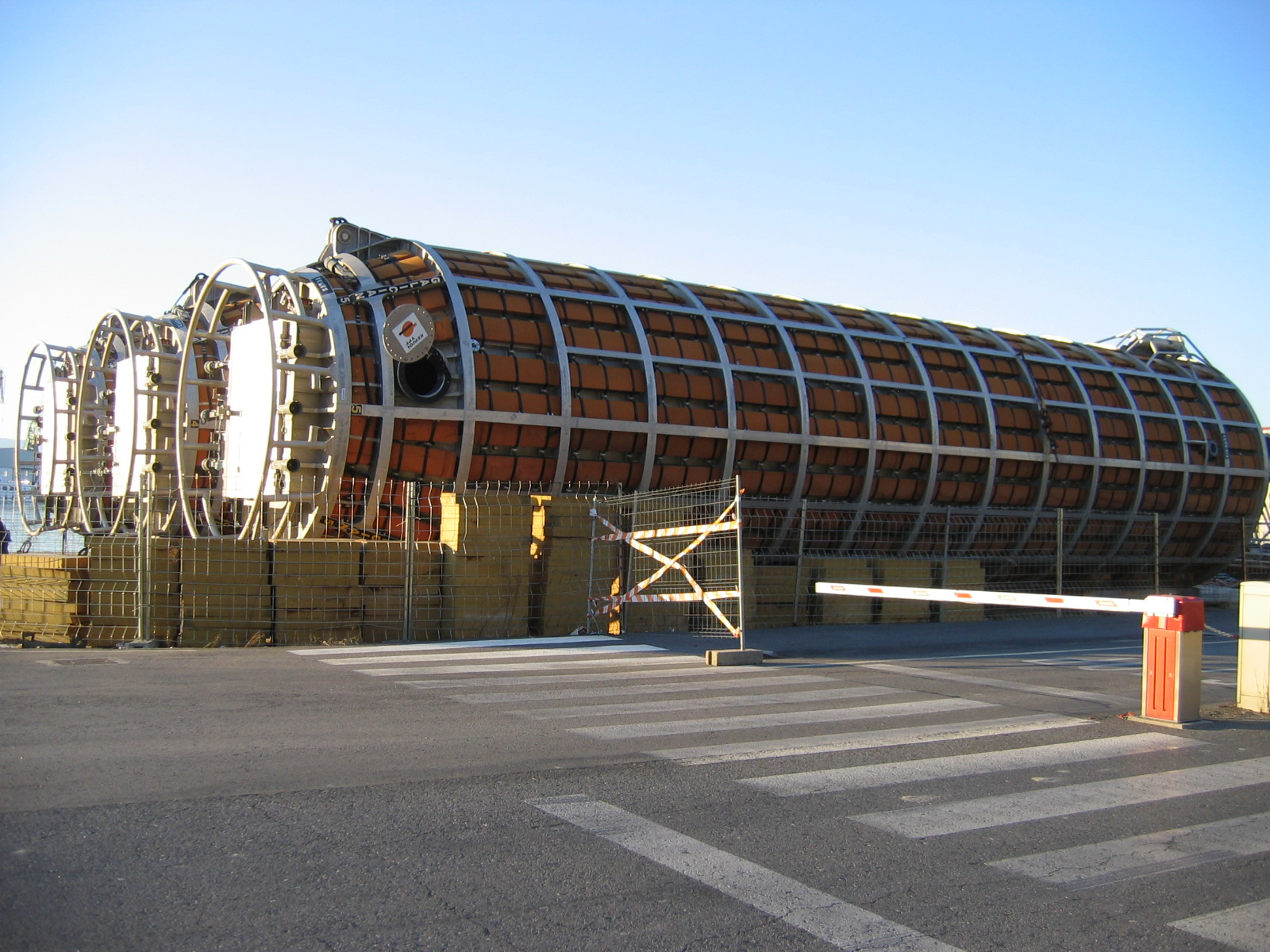
Bosses llançadores d'alumini extrusat

fons en forma de boles compactes de chapapote.
Quan el Prestige es va enfonsar conservava encara 13.700 tones de fuel als tancs interiors. Aquest fueloil era un perill, tant pel vessament hi havia per les esquerdes com per nous vessaments que hi hauria en el futur a causa de la previsible corrosió del buc. Per evitar els vessaments continus, el Govern va contractar a Repsol perquè extragués el fuel d'una forma segura i definitiva. Per portar a terme aquesta feina, es van dissenyar cinc grans bosses llançadores d'alumini extrusat (amb una secció transversal definida i fixa). L'operació es va dirigir des del vaixell Polar Prince, amb tres robots submarins que maniobraven amb els contenidors sobre quatre orificis que es van obrir sobre el buc. Aquests contenidors baixaven fins al fons gràcies a unes cadenes de llast, i un cop plens pujaven flotant. Quan arribaven a 60 metres de profunditat es bombejava el seu contingut a un altre vaixell, un petrolier noruec anomenat Odín. Acabada l'extracció, quedaven 1000 tones de fuel adherides a les parets del buc, així que el que es va fer a continuació va ser segellar el contingut amb bacteris per potenciar el procés de biodegradació i que s'acabes d'eliminar tot el fueloil.

## Conseqüències

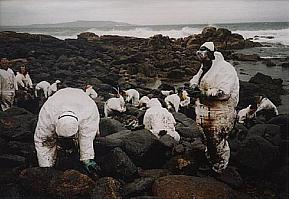
Voluntaris netejant les costes de Galícia després de la catàstrofe del Prestige, març de 2003

La part afectada de la costa no només té una importància ecològica (com és el cas de les Ries Baixes), sinó també posseïx una notable indústria pesquera. El 2 de gener de 2003, les taques de combustible estaven a 50 quilòmetres de la costa. El Primer Ministre francès va prometre 50 milions d'euros per a la neteja. Des del desastre, els petroliers similars al Prestige han estat apartats de la costa francesa i espanyola.
El 12 de desembre de 2003 el Consell de Ministres d'Espanya va acordar l'extracció del combustible del Prestige mitjançant un sistema de llançadores, també denominat "extracció per gravetat". El sistema consisteix a perforar el buc obrint una obertura de 70 cm de diàmetre per a instal·lar un sistema de doble vàlvula que reguli la sortida del combustible. S'acobla una llançadora d'alumini que es va omplint de combustible (fins a 300 m³) per a després dur-la fins a uns 40 m de la superfície i traslladar el combustible a un vaixell el Polar Prince mitjançant una canonada, tota l'operació trigava entre 6 i 12 hores, segons les condicions del mar i es va repetir 51 vegades. Això va ser factible atès que la densitat del fuel del Prestige s'acostava a 1,00 quilograms per litre i la del mar a 1,03 quilograms per litre en superfície. Més tard l'hidrocarbur es transferia al petrolier Odín.
El cost total va ascendir als 108 milions d'euros.
L'accident va posar al descobert les deficiències dels sistemes de prevenció, i va generar una allau de crítiques contra els governs espanyol i gallec (ambdós en mans del Partit Popular en aquell moment) i va donar lloc al naixement d'un ampli moviment de protesta ciutadana liderat per la plataforma Nunca Máis; i va fer que milers de voluntaris d'arreu de l'estat espanyol es desplacessin fins a les costes afectades per tal col·laborar solidàriament en les tasques de neteja, en un moviment que es va conèixer popularment com marea blanca (pel color dels uniformes que utilitzaven els voluntaris, i en oposició a la marea negra provocada per l'accident).
El 13 de novembre de 2013 el jutge Juan Luis Pía va absoldre els tres acusats del "cas Prestige", el capità Apóstolos Mànguras i el cap de màquines, Nikólaos Argirópulos, i l'exdirector general de la marina mercant, José Luis López Sors, d'un delicte mediambiental, eximint també de responsabilitat el govern espanyol. Milers de persones es van concentrar a Galícia i es van manifestar clamant "justícia" en Galicia contra la sentència, mentre que la plataforma Nunca Máis va anunciar un possible recurs davant del Tribunal Suprem. Els afectats francesos, però, es van mobilitzar per demandar l'estat espanyol "per mal funcionament del servei públic" i dies més tard van anunciar que interposarien un recurs de cassació contra la sentència del tribunal per "delicte contra el medi ambient".